# 草酰氟
草酰氟是草酸的氟代衍生物，为平面分子。它在刻蚀有着潜在应用，以替代有全球暖化潛勢的化合物使用。